# Campionatul Mondial de Scrimă din 1970
Campionatul Mondial de Scrimă din 1970 s-a desfășurat în perioada 1–12 iulie la Ankara în Turcia.

## Rezultate

### Masculin
| Probă                 | Aur                                                                                                  | Argint                                                                                         | Bronz                                                                                      |
| Spadă la individual   | Aleksei Nikancikov (URS)                                                                             | Serghei Paramonov (URS)                                                                        | Csaba Fenyvesi (HUN)                                                                       |
| Spadă pe echipe       | Ungaria · Csaba Fenyvesi · Zoltán Nemere · Győző Kulcsár · Sándor Erdős · Pál Schmitt                | Polonia Bogdan Gonsior Henryk Nielaba Michał Butkiewicz Kazimierz Barburski Zbigniew Matwiejew | Elveția Daniel Giger Christian Kauter Peter Lötscher Alexandre Bretholz Christian Stricker |
| Floretă la individual | Friedrich Wessel (FRG)                                                                               | Leonid Romanov (URS)                                                                           | Marek Dąbrowski (POL)                                                                      |
| Floretă pe echipe     | Uniunea Sovietică Viktor Putiatin Leonid Romanov Anatoli Koteșev Vasil Stankovici Valeri Lukiancenko | Ungaria · Sándor Szabó · Jenö Kamuti · László Kamuti · Béla Gyarmati · István Czakkel          | România · Mihai Țiu · Tănase Mureșanu · Iuliu Falb · Ștefan Ardeleanu · Ștefan Haukler     |
| Sabie la individual   | Tibor Pézsa (HUN)                                                                                    | Mark Rakita (URS)                                                                              | Vladimir Nazlîmov (URS)                                                                    |
| Sabie pe echipe       | Uniunea Sovietică Viktor Sideak Mark Rakita Vladimir Nazlîmov Eduard Vinokurov Serghei Prihodko      | HUN · Tibor Pézsa · Tamás Kovács · Miklós Meszéna · Péter Marót · János Kalmár                 | Polonia Jerzy Pawłowski Józef Nowara Zygmunt Kawecki Krzysztof Grzegorek Janusz Majewski   |

### Feminin
| Probă                 | Aur                                                                                                   | Argint                                                                                               | Bronz |
| Floretă la individual | Galina Gorohova (URS)                                                                                 | Elena Belova (URS)                                                                                   | Olga Szabó-Orbán (ROU)                                                                                    |
| Floretă pe echipe     | Uniunea Sovietică Galina Gorohova Elena Belova Aleksandra Zabelina Svetlana Cirkova Tatiana Samusenko | România · Ileana Gyulai-Drîmbă · Ecaterina Stahl-Iencic · Olga Orban-Szabo · Ana Pascu · Maria Vicol | Franța Cathérine Rousselet Brigitte Gapais Annick Level Claudette Herbster-Josland Marie-Chantal Demaille |

## Clasament pe medalii
| Loc | Țară              | Aur | Argint | Bronz | Total |
| --- | ----------------- | --- | ------ | ----- | ----- |
| 1   | Uniunea Sovietică | 5   | 4      | 1     | 10    |
| 2   | Ungaria           | 2   | 2      | 1     | 5     |
| 3   | RFG               | 1   | 0      | 0     | 1     |
| 4   | Polonia           | 0   | 1      | 2     | 3     |
| 4   | România           | 0   | 1      | 2     | 3     |
| 6   | Franța            | 0   | 0      | 1     | 1     |
| 6   | Elveția           | 0   | 0      | 1     | 1     |